# Amington
Amington – była wieś, teraz część miasta Tamworth, w Anglii, w hrabstwie Staffordshire, w dystrykcie Tamworth. Leży 37 km na południowy wschód od miasta Stafford i 163 km na północny zachód od Londynu. W 2011 miejscowość liczyła 7919 mieszkańców.